# کوین کاناوو
کوین کاناوو (انگلیسی: Kevin Cannavò؛ زادهٔ ۹ فوریهٔ ۲۰۰۰) بازیکن فوتبال است.
از باشگاه‌هایی که در آن بازی کرده‌است می‌توان به باشگاه فوتبال پالرمو اشاره کرد.